# Eudromia
Eudromia är ett litet fågelsläkte i familjen tinamoer inom ordningen tinamofåglar. Släktet omfattar endast två nu levande arter som förekommer i Sydamerika från Paraguay till södra Argentina och Chile:
- Quebrachotinamo (E. formosa)
- Prakttinamo (E. elegans)

En fossil art finns också beskriven, Eudromia olsoni, från sen miocen till tidig pliocen i Argentina.